# McLaren MP4/3
Der McLaren MP4/3 ist ein Formel-1-Rennwagen, der vom McLaren-Team in der Formel-1-Weltmeisterschaft 1987 eingesetzt wurde. Konstruiert wurde es von Steve Nichols und Neil Oatley, die Fahrer waren Alain Prost und Stefan Johansson. Im Fahrzeug wurde ein TAG-Porsche-TTE-P01-1,5-Liter-V6-Turbomotor verwendet.

## Rennergebnisse
| Fahrer               | Nr.                  | 1 | 2   | 3 | 4   | 5 | 6 | 7   | 8 | 9   | 10 | 11 | 12 | 13 | 14  | 15 | 16  | Punkte | Rang |
| -------------------- | -------------------- | - | --- | - | --- | - | - | --- | - | --- | -- | -- | -- | -- | --- | -- | --- | ------ | ---- |
| Formel-1-Saison 1987 | Formel-1-Saison 1987 |   |     |   |     |   |   |     |   |     |    |    |    |    |     |    |     | 76     | 2.   |
| Alain Prost          | 01                   | 1 | DNF | 1 | 9   | 3 | 3 | DNF | 6 | 3   | 6  | 15 | 1  | 2  | DNF | 7  | DNF | 76     | 2.   |
| Stefan Johansson     | 02                   | 3 | 4   | 2 | DNF | 7 | 8 | DNF | 2 | DNF | 7  | 6  | 5  | 3  | DNF | 3  | DNF | 76     | 2.   |

| Legende  | Legende            | Legende                                                          |
| Farbe    | Abkürzung          | Bedeutung                                                        |
| -------- | ------------------ | ---------------------------------------------------------------- |
| Gold     | –                  | Sieg                                                             |
| Silber   | –                  | 2. Platz                                                         |
| Bronze   | –                  | 3. Platz                                                         |
| Grün     | –                  | Platzierung in den Punkten                                       |
| Blau     | –                  | Klassifiziert außerhalb der Punkteränge                          |
| Violett  | DNF                | Rennen nicht beendet (did not finish)                            |
| Violett  | NC                 | nicht klassifiziert (not classified)                             |
| Rot      | DNQ                | nicht qualifiziert (did not qualify)                             |
| Rot      | DNPQ               | in Vorqualifikation gescheitert (did not pre-qualify)            |
| Schwarz  | DSQ                | disqualifiziert (disqualified)                                   |
| Weiß     | DNS                | nicht am Start (did not start)                                   |
| Weiß     | WD                 | zurückgezogen (withdrawn)                                        |
| Hellblau | PO                 | nur am Training teilgenommen (practiced only)                    |
| Hellblau | TD                 | Freitags-Testfahrer (test driver)                                |
| ohne     | DNP                | nicht am Training teilgenommen (did not practice)                |
| ohne     | INJ                | verletzt oder krank (injured)                                    |
| ohne     | EX                 | ausgeschlossen (excluded)                                        |
| ohne     | DNA                | nicht erschienen (did not arrive)                                |
| ohne     | C                  | Rennen abgesagt (cancelled)                                      |
| ohne     | keine WM-Teilnahme |                                                                  |
| sonstige | P/fett             | Pole-Position                                                    |
| sonstige | 1/2/3/4/5/6/7/8    | Punktplatzierung im Sprint-/Qualifikationsrennen                 |
| sonstige | SR/kursiv          | Schnellste Rennrunde                                             |
| sonstige | *                  | nicht im Ziel, aufgrund der zurückgelegten Distanz aber gewertet |
| sonstige | ()                 | Streichresultate                                                 |
| sonstige | unterstrichen      | Führender in der Gesamtwertung                                   |